# Boigu
Boigu, engl.: Boigu Island, ist die größte Insel der Talbot-Inseln und die fünftgrößte im Archipel der Torres-Strait-Inseln, die zum australischen Bundesstaat Queensland gehören.
Verwaltungstechnisch zählt Boigu zu den Top Western Islands, einer Inselregion im Verwaltungsbezirk Torres Shire.
Die rund 90 km² große und flache Insel liegt 6 km vor der Südküste von Papua-Neuguinea in Höhe der Mündung des Mai Kussa. Sie gilt als die nördlichste bewohnte Insel von Australien.
Im Norden der Insel befindet sich die einzige (gleichnamige) Ansiedlung mit einer Grundschule sowie eine für kleinere Flugzeuge geeignete Start- und Landebahn von etwa 700 Metern Länge. Die Ansiedlung Boigu ist der nördlichste bewohnte Ort Australiens.
Boigu hat eine Bevölkerung von 271 (Stand 2016), nach 283 im Jahr 2006. Von diesen gehören fast 85 % zur indigenen Bevölkerung (Torres-Strait-Islanders).

## Bevölkerung
Die Einwohnerzahl betrug laut der Volkszählung im Jahre 2016 271, jedoch nur 208 im Jahr 2011. Die daraus resultierende Bevölkerungsdichte lag dementsprechend bei 3,7 Einwohnern pro Quadratkilometern. Alle Personen leben im Hauptort Boigu. Der Anteil der indigenen Bevölkerung (Torres-Strait-Islanders) liegt bei fast 85 % (2006 noch etwa 91 %). Ihre Sprache ist Kalaw Lagaw Ya, das auch von Aborigines in Queensland gesprochen wird, oder ein darauf basierendes Pidgin. Die Europäer und Papua-Neuguineer machen den Rest der Bevölkerung aus.
| Bevölkerungsentwicklung | Bevölkerungsentwicklung |
| Censusjahr              | Einwohnerzahl           |
| ----------------------- | ----------------------- |
| 2001                    | 267                     |
| 2006                    | 284                     |
| 2011                    | 208                     |
| 2016                    | 271                     |

Ähnlich wie auf den vielen anderen australischen Torres-Strait-Inseln ging die Bevölkerungszahl bis 2015 kontinuierlich zurück, doch sie stieg danach wieder an.